# Flannery O’Connor
Mary Flannery O’Connor (ur. 25 marca 1925 w Savannah, zm. 3 sierpnia 1964 w Milledgeville) – amerykańska powieściopisarka i nowelistka.

## Zarys biografii
Ukończyła anglistykę i socjologię w stanowym college’u dla kobiet.
Była żarliwą katoliczką na terenach zamieszkanych głównie przez protestantów. Nigdy nie wyszła za mąż, dużo korespondowała, była zżyta z matką, która zmarła w 1997. Cierpiała na toczeń rumieniowaty, przez co od 1951 przebywała na rodzinnej farmie. Całe życie uwielbiała ptaki, hodowała pawie w Milledgeville, gdzie mieszkała z matką w ostatnich latach swojego życia.
Ukończyła ponad 30 opowiadań i dwie powieści. Była typową pisarką z Południa USA, co oznaczało regionalną scenerię i groteskowych bohaterów książek, postaci z moralną skazą i problemy rasowe.

Ilekroć ktoś mnie pyta, dlaczego autorzy Południa ze szczególnym upodobaniem piszą o odmieńcach, odpowiadam, że robimy to, bo jeszcze umiemy odmieńca rozpoznać. Trzeba mieć do tego jakieś wyobrażenie o człowieku jako jedni. Flannery O’Connor

## Twórczość
Powieści
- Wise Blood (Mądrość krwi) (1952)
- The Violent Bear It Away (Gwałtownicy porywają Królestwo Niebieskie) (1960)

Opowiadania
- A Stroke of Good Fortune/A Woman on the Stairs (Uśmiech szczęścia) (1949)
- A Good Man Is Hard to Find (Trudno o dobrego człowieka) (1953)
- A Late Encounter with the Enemy (Ostatnia potyczka z nieprzyjacielem) (1953)
- The Life You Save May Be Your Own (Ocalisz życie, może swoje własne) (1953)
- The River (Rzeka) (1953)
- A Circle in the Fire (W pierścieniu ognia) (1954)
- A Temple of the Holy Ghost (Przybytek Ducha Świętego) (1954)
- The Displaced Person (Uchodźca) (1954)
- Good Country People (Poczciwi wiejscy ludzie) (1955)
- The Artificial Nigger (Sztuczny Murzyn) (1955)
- Greenleaf (1956)
- A View of the Woods (Widok na las) (1957)
- The Enduring Chill (Dreszcz) (1958)
- The Comforts of Home (Ciepło rodzinnego gniazda) (1960)
- Everything That Rises Must Converge (Spotkanie) (1961)
- The Partridge Festival (Festiwal w Partridge) (1961)
- The Lame Shall Enter First (Kulawi wejdą pierwsi) (1962)
- Revelation (Objawienie) (1964)
- Judgement Day (Dzień Sądu) (1965)
- Parker's Back (Plecy Parkera) (1965)
- The Crop (Plon) (1971)
- The Complete Stories of Flannery O’Connor (1971)